# Papier bulle
Le papier bulle, parfois appelé plastique à bulle, est un matériau plastique transparent utilisé en général pour emballer des objets fragiles. Des hémisphères protubérants remplis d'air (les « bulles ») sont régulièrement espacés pour procurer un coussin protégeant les objets précieux ou fragiles. Le nom anglais de Bubble Wrap est une marque déposée de la compagnie Sealed Air Corporation (en).

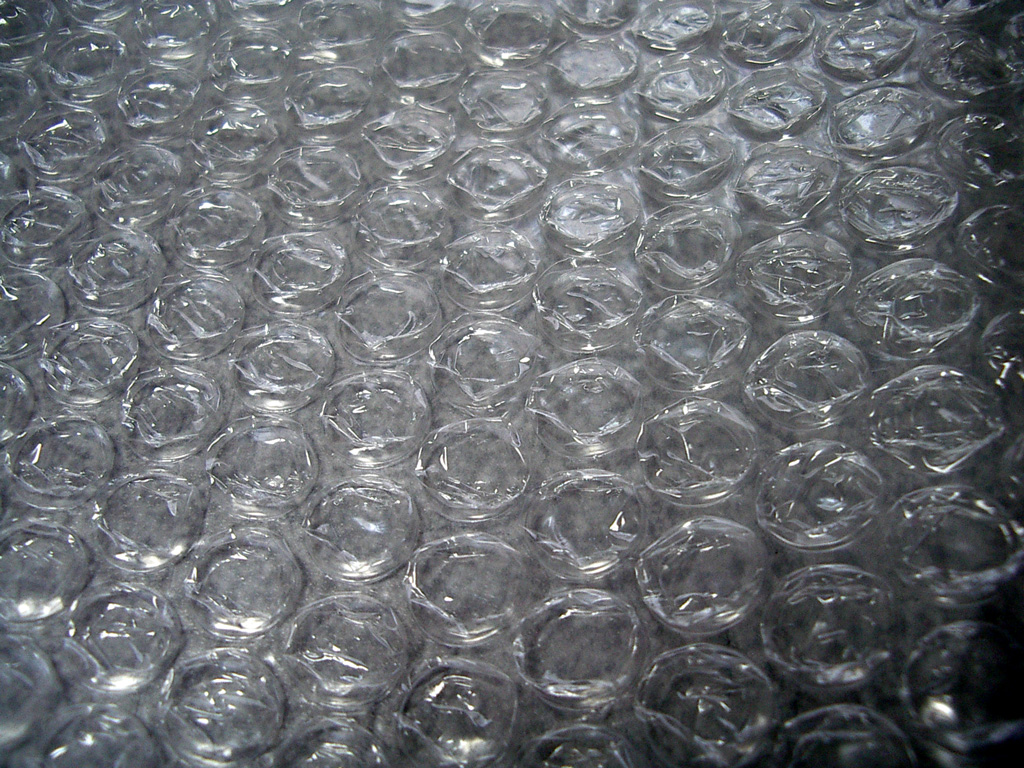
Une feuille de papier bulle

## Histoire
Le papier bulle a été créé par deux ingénieurs, Alfred Fielding (Américain) et Marc Chavannes (Suisse) en 1957. Comme beaucoup d'inventions, elle a été accidentelle : ils essayaient de créer un papier peint texturé avec un relief qui puisse être facilement lavé,. Ils baptisèrent AirCap ce matériau cellulaire amortissant. Bubble Wrap ainsi qu’il se nomme désormais, est commercialisé par ceux qui devinrent Sealed Air Corporation (en).

## Technique
Les bulles qui procurent le coussin d'air sont généralement disponibles en plusieurs tailles, selon la taille de l'objet à emballer et le niveau de protection nécessaire ; leur taille varie entre 1/4 de pouce (6,2 mm) et un pouce (2,54 cm). En plus de la protection offerte par les bulles, le matériau plastique lui-même peut offrir un certain niveau de protection pendant le transit, par exemple pour l'expédition de composants électroniques où le papier bulle utilisé est aussi anti-statique afin de protéger contre les décharges d'électricité statique.
Le film à bulles s’est imposé comme alternative aux produits traditionnels : bourre de coton, papier froissé ou fibre de bois. Pour sa fabrication, un film polyéthylène passe sur un cylindre chaud, muni de cavités hémisphériques au fond desquelles, par un minuscule orifice, l’air est aspiré. Ce film prend une forme bosselée et un autre film PE est soudé par-dessus dans toutes les zones plates. L’air emprisonné dans les cavités fait office d’amortisseur.
Il est façonné en continu et peut être livré en rouleaux jusqu'à 2,40 mètres de large, mais peut également être façonné en pochettes, pochettes à rabat ; parfois collé à du papier, il devient enveloppe matelassée.
Il ne faut pas confondre le film à bulles avec le polyéthylène expansé qui est également un matériau amortisseur.

## Autre usage
Le papier bulle peut fournir une occupation ludique en crevant avec les doigts les bulles de plastique, ce qui crée un petit son d'éclatement. Les enfants s'y amusent parfois après avoir reçu un colis emballé avec un tel matériau, tout comme des adultes : ainsi, dans le film Le Fabuleux Destin d'Amélie Poulain, le personnage de Joseph (interprété par Dominique Pinon) est réputé aimer par-dessus tout cette activité, qu'il pratique sous la table d'un bar.
Dans Urga, la mère de Gombo, un paysan mongol, passe une soirée entière à faire éclater les bulles du papier d'emballage au lieu de regarder la télévision que son fils vient d'acheter à la ville.

## Alternative
La société française Elastok basée à Tarascon propose et distribue un véritable « papier bulle » en papier sous le nom déposé Paperbulle. Le produit se veut une alternative écologique au papier bulle classique en plastique.